# العلاقات التونسية السريلانكية
العلاقات التونسية السريلانكية هي العلاقات الثنائية التي تجمع بين تونس وسريلانكا.

## مقارنة بين البلدين
هذه مقارنة عامة ومرجعية للدولتين:
| وجه المقارنة                                              | تونس                                       | سريلانكا                         |
| --------------------------------------------------------- | ------------------------------------------ | -------------------------------- |
| المساحة (كم2)                                             | 163.61 ألف                                 | 65.61 ألف                        |
| عدد السكان (نسمة)                                         | 11.53 مليون                                | 21.44 مليون                      |
| الكثافة السكانية (ن./كم²)                                 | 70.47                                      | 326.78                           |
| العاصمة                                                   | تونس                                       | سري جاياواردنابورا كوتي، كولمبو  |
| اللغة الرسمية                                             | اللغة العربية                              | اللغة السنهالية، اللغة التاميلية |
| العملة                                                    | دينار تونسي                                | روبية سريلانكي                   |
| الناتج المحلي الإجمالي (بليون دولار)                      | 40.26 مليار                                | 87.17 مليار                      |
| الناتج المحلي الإجمالي (تعادل القوة الشرائية) بليون دولار | 129.05 مليار                               | 246.62 مليار                     |
| الناتج المحلي الإجمالي الاسمي للفرد دولار أمريكي          | 3.87 ألف                                   | 3.93 ألف                         |
| الناتج المحلي الإجمالي للفرد دولار أمريكي                 | 11.44 ألف                                  | 11.11 ألف                        |
| مؤشر التنمية البشرية                                      | 0.721                                      | 0.757                            |
| رمز المكالمات الدولي                                      | +216                                       | +94                              |
| رمز الإنترنت                                              | .tn                                        | .lk،                             |
| المنطقة الزمنية                                           | ت ع م+01:00، توقيت وسط أوروبا، ت ع م+02:00 | ت ع م+05:30                      |

## منظمات دولية مشتركة
يشترك البلدان في عضوية مجموعة من المنظمات الدولية، منها:
| علم المنظمة | اسم المنظمة                               | تاريخ انضمام تونس | تاريخ انضمام سريلانكا |
| ----------- | ----------------------------------------- | ----------------- | --------------------- |
|             | يونسكو                                    | 8 نوفمبر 1956     | 14 نوفمبر 1949        |
|             | مؤسسة التمويل الدولية                     | 25 يوليو 1962     | 20 يوليو 1956         |
|             | المركز الدولي لتسوية المنازعات الاستشارية | 14 أكتوبر 1966    | 11 نوفمبر 1967        |
|             | منظمة حظر الأسلحة الكيميائية              | ?                 | ?                     |
|             | مؤسسة التنمية الدولية                     | 30 ديسمبر 1960    | 27 يونيو 1961         |
|             | منظمة التجارة العالمية                    | ?                 | ?                     |
|             | وكالة ضمان الاستثمار متعدد الأطراف        | 7 يونيو 1988      | 27 مايو 1988          |
|             | الاتحاد البريدي العالمي                   | ?                 | ?                     |
|             | الاتحاد الدولي للاتصالات                  | 14 ديسمبر 1956    | 1897                  |
|             | منظمة الشرطة الجنائية الدولية             | ?                 | ?                     |
|             | الأمم المتحدة                             | 12 نوفمبر 1956    | 14 ديسمبر 1955        |
|             | البنك الدولي للإنشاء والتعمير             | 14 أبريل 1958     | 29 أغسطس 1950         |
|             | المنظمة الهيدروغرافية الدولية             | ?                 | ?                     |

## وصلات خارجية
- موقع وزارة الخارجية التونسية
- موقع وزارة الخارجية السريلانكية